# Volkswagen Fridolin

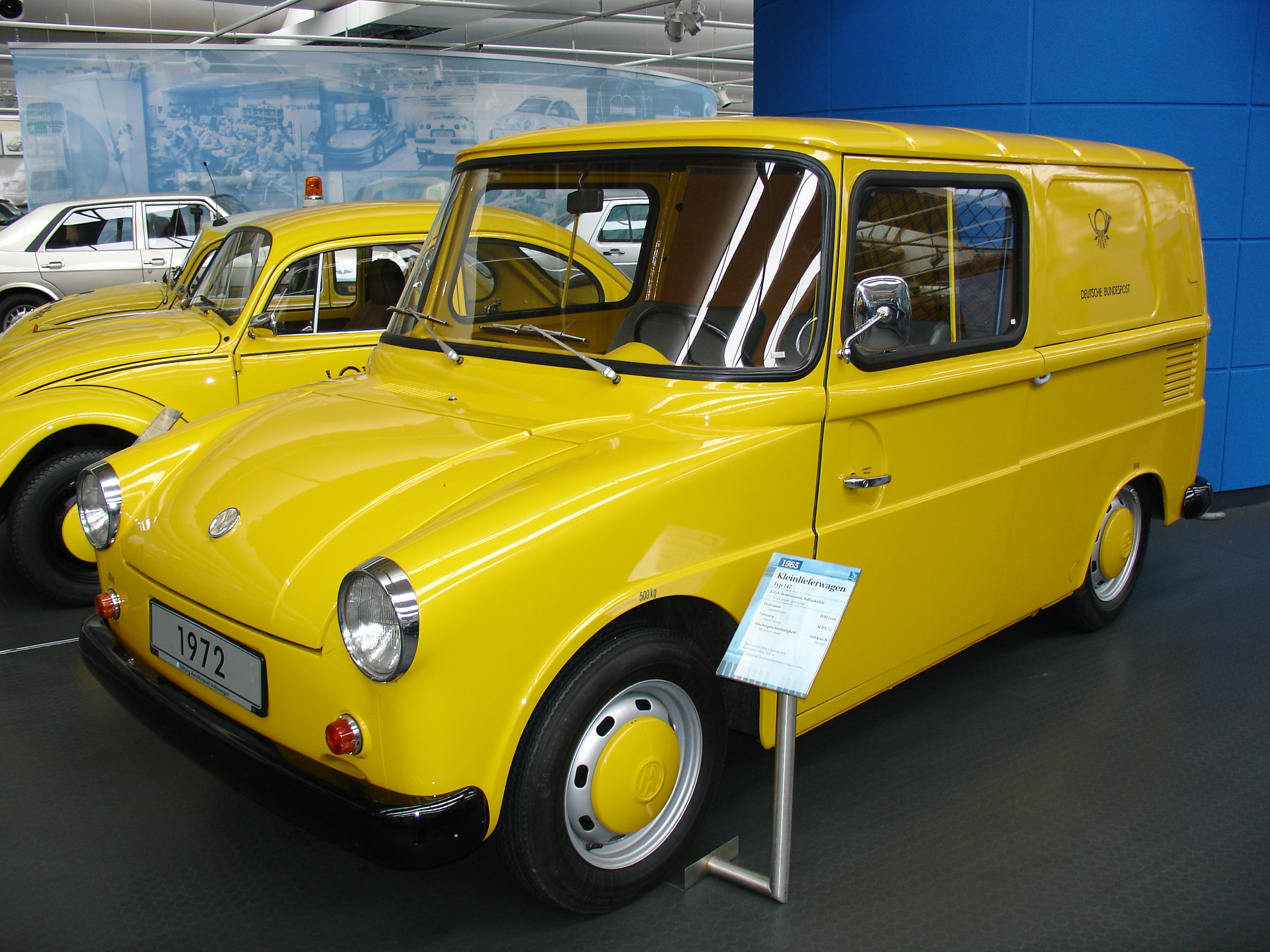
VW Fridolin

Volkswagen Fridolin, VW typbeteckning 147, (Kleinlieferwagen) en bilmodell från Volkswagen lanserad 1964.
Postverket i Tyskland (Deutsche Bundespost) behövde en bil och i samarbete med Volkswagen och Westfalia så projekterades en bil som alla var nöjda med. Deutsche Bundespost hade en önskan om en bil med plats för cirka 2 kubikmeter och en lastförmåga på 350-400 kg. Serieproduktionen startade tidigt 1964 och avslutades juli 1974, det blev totalt tillverkat 6 139 st. bilar. Av den totala produktionen exporterades 1201 bilar till Liechtenstein och Schweiz (PTT) . Bilen var från grunden baserad på Typ 14, Volkswagen Karmann Ghias lite bredare bottenplatta. Axlar, motor och växellåda kom från Volkswagen Typ 1, Bubblan. Karossen var av en "lätt"-konstruktion av svetsade plåtdelar, som var skruvad på bottenplattan. Motorluckan och bakljus kom från VW Transporter, strålkastarna från VW 1500, Typ 3. Kaross med skjutdörrar på båda sidor. Bilmodellen såldes även i mindre antal på den inhemska civila marknaden..  
Under tillverkningsperioden fick "Fridolin" alla förbättringar som den vanliga "Bubblan", som t.ex. framvagn med kulleder, skivbromsar, tvåkrets bromssystem, 12 volts elsystem. 
Bilen Tjorven 1969-1971 hade vissa likheter med Volkswagen Fridolin, men byggde istället på komponenter från DAF.
Bilfakta från "Volkswagens of the world". ISBN 9781903706930